# Winthemia bicrucis
Winthemia bicrucis är en tvåvingeart som först beskrevs av Townsend 1932.  Winthemia bicrucis ingår i släktet Winthemia och familjen parasitflugor. Inga underarter finns listade i Catalogue of Life.